# Nina Dano
Sara Brita Nina Dano (født 12. juni 2000 i Göteborg, Sverige) er en kvindelig svensk håndboldspiller som spiller for HH Elite i Damehåndboldligaen og Sveriges kvindehåndboldlandshold.

## Håndboldkarriere

### Klubhold
Dano begyndte at spille håndbold hos Bjurslätt/Torslanda HK. I sæsonen 2017/18 rykkede hun op med klubben i den anden bedste række, Allsvenskan. Herefter valgte den svenske storklub IK Sävehof at skrive kontrakt med hende. I sin første sæson i klubben vandt hun det svenske mesterskab på både senior- og ungdomsholdet. I de følgende to sæsoner deltog hun med IK Sävehof i kvindernes EHF Champions League. I sommeren 2021 skiftede Dano så til den danske ligaklub HH Elite, hvor hun blev hentet ind som den eneste venstrehåndede højre back og dermed var det klare førstevalg.

### Landsholdet
Hun har ligeledes repræsenteret de svenske ungdomslandshold, hvor hun sluttede på niendepladsen ved U/17-EM i håndbold i 2017. Med 49 mål, blev hun EM-turneringens andenmest scorende spiller, efter hollandske Zoë Sprengers. Året senere, blev hun nummer to ved Ungdoms-VM i håndbold 2018, efter finalenederlag til Sydkorea.
Dano fik sin officielle debut for det svenske A-landshold den 1. oktober 2020. Samme år blev hun også, for første gang, udtaget til EM 2022 i Danmark. Her scorede hun blot to mål i seks kampe. Året efter nåede hun semifinalen med Sverige ved Sommer-OL 2020 i Tokyo, men endte på en fjerdeplads. Få måneder deltog hun også ved VM i Spanien 2021, hvor hun scorede i alt 14 mål.

## Meritter

### Klubhold

#### IK Sävehof
- Svensk handbollselit:
  - Vinder: 2018, 2019